# Seznam srbskih pesnikov
Seznam srbskih pesnikov.

## A
- Kosta Abrašević - Mira Alečković - Miroslav (Mika) Antić -

## B
- Vladislav Bajac - Mirko Banjević - Matija Bećković - Zoran Bognar - Milutin Bojić - Dragomir Brajković

## C
- Miloš Crnjanski -

## Ć
- Branko Ćopić - Milan Ćurčin -

## D
- Milovan Danojlić - Oskar Davičo (1909-89) - Milan Dedinac - Vojislav Despotov - Arsen Diklić - Ljubica Dimitrov-Ivošević - Rade Drainac (Radojko Jovanović) - Jovan Dučić - Jelena Lenka Dunđerski

## Đ
- Gojko Đogo - Trifun Đukić -

## E
- Dobrica Erić -

## F
Ferenc Fehér (1928-89) (madž. pesnik in dramatik)

## G
- Jovan Grčić-Milenko - Irena Grickat-Radulović (jezikoslovka)

## I
- Vojislav Ilić -

## J
- Đura Jakšić - Mileta Jakšić - Ljubiša Jocić - Biljana Jovanović - Đorđe Jovanović - Jovan Jovanović-Zmaj - Aleksandar Jugović

## K
- Radovan Karadžić - Đorđe Kostić - Laza (Lazar) Kostić - Božidar Kovačević (1902-90) - Gavrilo Kovačević - Velimir (Veljko) Kovačević - Vuk Krnjević - Milan Kujundžić Aberdar

## L
- Radmila Lazić - Dragan Lukić - Velimir Lukić - Stevan Luković

## M
- Desanka Maksimović - Danica Marković - Milena Marković - Đorđe Marković-Koder - Slobodan Marković -  Dušan Matić (1898-1980) - Borislav Mihaljović - Mihiz -  Branko Miljković - Igor Mirović -  Lukijan Mušicki -

## N
- Momčilo Nastasijević - Mihovil Nikolić - Duško Novaković

## O
- Ilja Okrugić Sremac - Zaharija Orfelin -

## P
- Jovan Pačić - Sima Pandurović - Milorad Pavić - Damjan Pavlović - Miodrag Pavlović - Miloš Perović - Sreten Perović - Stevan Pešić - Vladislav Petković-Dis - Radmila Petrović - Rastko Petrović - Veljko Petrović - Vasko Popa - Raša Popov ? - Milan B. Popović - Petar Popović

## R
- Branko (Aleksije) Radičević - Branko V. Radičević - Dušan Radović - Stevan Raičković -  Milan Rakić -  Slobodan Rakitić - Risto Ratković - Marko Ristić (1902-84) - Ana Ristović -  Ljubivoje Ršumović -

## S
- Ljubomir Simović - Jovan Subotić

## Š
- Ivan Šajković - Radivoj Šajtinac - Aleksa Šantić -

## T
- Duško Trifunović

## V
- Dušan Vasiljev - Stanislav Vinaver - Filip Višnjić - Lazar Vučković - Aleksandar Vučo - Prvoslav Vujčić - Dušan Vukajlović

## Ž
- Velimir "Velja" Živojinović Masuka/Massuka